# アンティグア・バーブーダ国防軍航空団
アンティグアバーブーダ国防軍航空団 (アンティグア・バーブーダこくぼうぐんこうくうだん、英語:Antigua and Barbuda Defence Force Air Wing) は、アンティグア・バーブーダ国防軍の航空部隊。兵員輸送、医療搬送、災害対応、捜索救助を任務とする。
この部隊は2022年4月12日に創設され、1機で運用を開始し、2023年9月に2機目の機体が運用を開始した。以降、ヘリコプターと追加の航空機の取得に関心を示している。2024年時点では、VCバード国際空港のカルビン・エア格納庫を拠点としているが、より適切な格納庫に移転する予定。

## 航空機

### 現在運用されている機材
| 名称                            | 製造国   | 種別   | 現用数 | 備考            |
| ------------------------------- | -------- | ------ | ------ | --------------- |
| ブリテン・ノーマン アイランダー | イギリス | 輸送機 | 1      |                 |
| パイパー PA-31                  | アメリカ | 輸送機 | 2      | 内1機は使用不可 |